# Filip Sandberg
Filip Sandberg, född 23 juli 1994 i Järfälla, Stockholms län, är en svensk professionell ishockeyspelare som spelar för HC Litvínov i Extraliga. Hans moderklubb är AIK.

## Släkt
Sandbergs storebror Christian Sandberg är också en känd ishockeyspelare i Sverige. Säsongen 2019/2020 fick bröderna spela i samma lag, HV71. Filip har även en kusin i Kungälv som delar samma namn (Filip Sandberg). Även denna Filip har haft stor framgång i hockey och har numera lagt ner sin karriär.

## Klubbar
- HV71 J20, Superelit (2010/2011 – 2013/2014)
- HV71, Elitserien/SHL (2012/2013 – 2016/2017)
- Västerås IK, Allsvenskan (2013/2014) (lån)
- San Jose Barracuda, AHL (2017/2018 – 2018/2019)
- HV71, SHL (2018/2019 – 2020/2021)
- TPS, Liiga (2021/2022)
- Skellefteå AIK, SHL (2021/2022 – 2023/2024)
- HC Litvínov, Extraliga (2024/2025 –)